# St. Marien (Gransee)

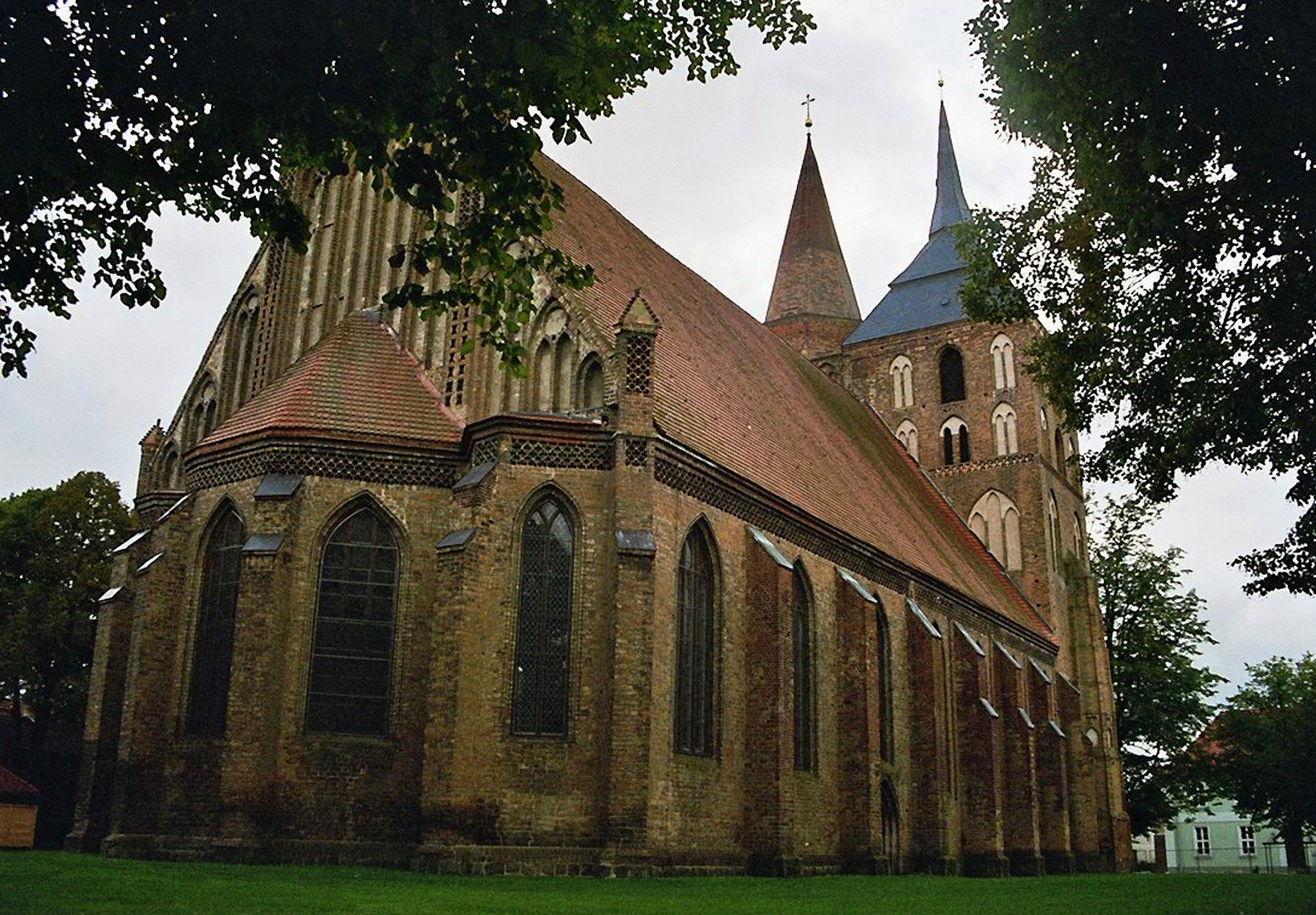
St.-Marien-Kirche Gransee, Ansicht von Nordosten

St. Marien ist die evangelische Stadtkirche in Gransee und war vor einem Patroziniumswechsel eine Jakobikirche. Die unter Einbeziehung von Teilen eines im 13. Jahrhundert errichteten Vorgängerbaus ab dem dritten Viertel des 14. Jahrhunderts aus Backstein errichtete Hallenkirche beherrscht mit ihren beiden ungleichen Turmspitzen die Silhouette der Stadt.

## Geschichte
Die erste Kirche des im 13. Jahrhundert entstandenen und 1262 mit Stadtrechten versehenen Ortes Gransee war eine Feldsteinbasilika, deren Grundriss 1961 ergraben werden konnte.
Unter Verwendung von Teilen der Vorgängerkirche wurde im 14. Jahrhundert mit dem Bau einer gotischen Hallenkirche begonnen, die mit den vier westlichen Jochen des Langhauses um 1450 fertiggestellt war. Um 1510 bis 1520 entstand der zweigeschossige Anbau auf der Südseite als Portalvorhalle mit darüberliegender Empore.
1709 erfolgte die Vollendung des Nordturms mit einem schiefergedeckten Abschluss als Gegenstück zum gemauerten Pyramidenhelm des Südturms aus dem frühen 15. Jahrhundert. Der beide Türme trennende schmale Zwischenraum wurde dabei überbaut.
In den 1860er Jahren erhielt die Turmhalle ihre neugotischen Gewölbe. Restaurierungen fanden in den 1960er und 1990er Jahren statt.
Theodor Fontane rezipierte diese Kirche ausführlich in seinen Wanderungen durch die Mark Brandenburg.

## Architektur

### Außenbau
Der aus Feldsteinquadern errichtete Unterbau des Westturms stammt noch aus dem 13. Jahrhundert und enthält ein spitzbogiges, dreifach gestuftes Portal. Darüber erheben sich ein schmuckloses Backsteingeschoss mit spitzbogigen Öffnungen und ein mit gotischer Blendengliederung versehenes Obergeschoss, das die Zweitürmigkeit des oberen Abschlusses vorwegnimmt. Die beiden im Grundriss quadratischen Freigeschosse der Westtürme aus dem 15. Jahrhundert besitzen über einem umlaufenden Gitterfries aus Formziegeln spitzbogige Schallöffnungen, die von zweigeteilten Spitzbogenblenden flankiert werden. Der Südturm schließt mit einer über einem achteckigen Unterbau zurückgesetzten, ebenfalls achteckigen massiven Pyramidenspitze ab, während der Nordturm erst zu Beginn des 18. Jahrhunderts seinen mehrfach gestuften hölzernen Turmhelm erhielt, der mit Schiefer gedeckt ist. Auf der Nordseite werden die Turmobergeschosse durch einen mittig aus der Wand hervortretenden polygonalen Treppenturm erschlossen, der im Zuge der Aufstockung des Feldsteinturms im 14. Jahrhundert entstand.

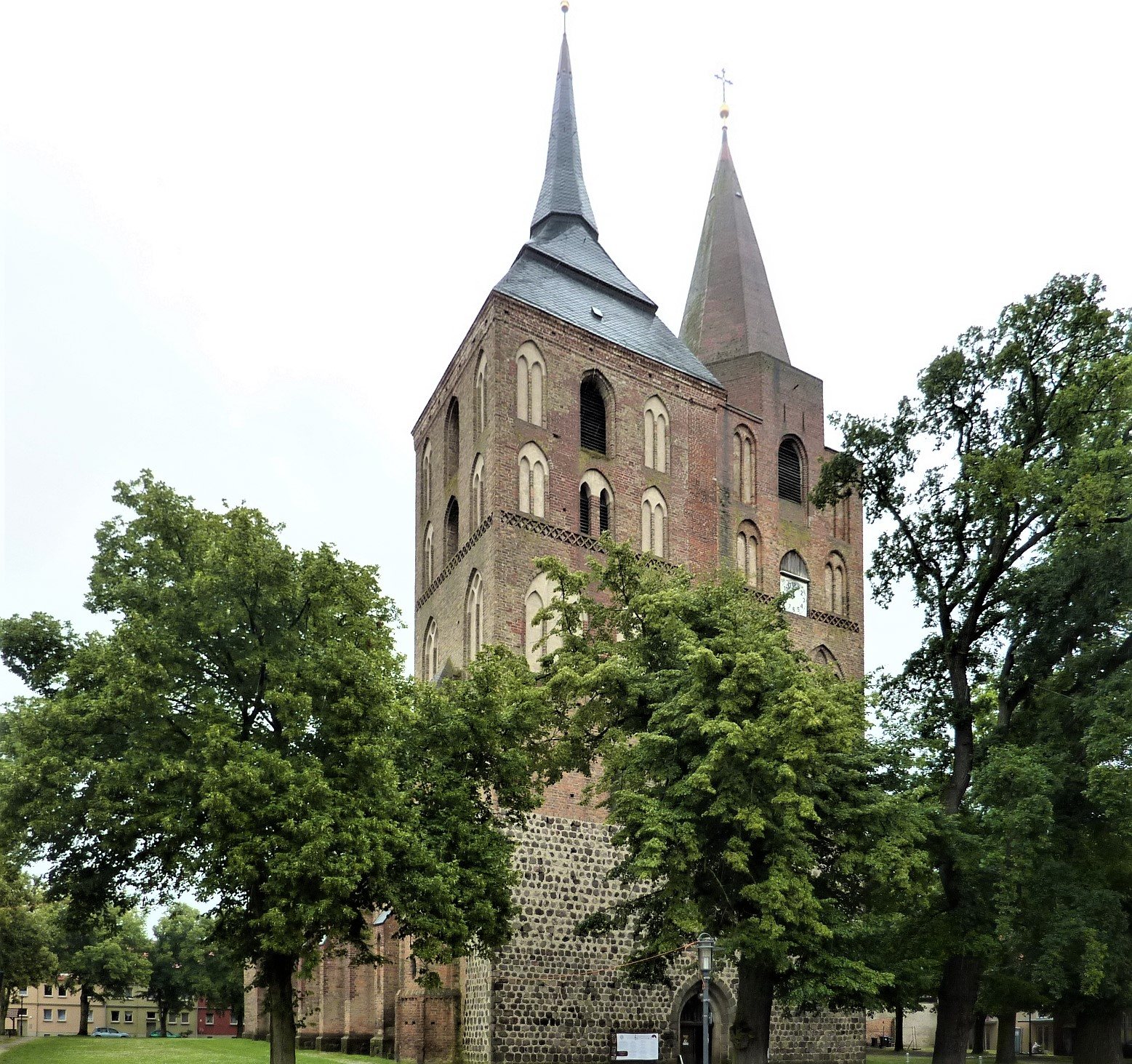
Ansicht von Westen
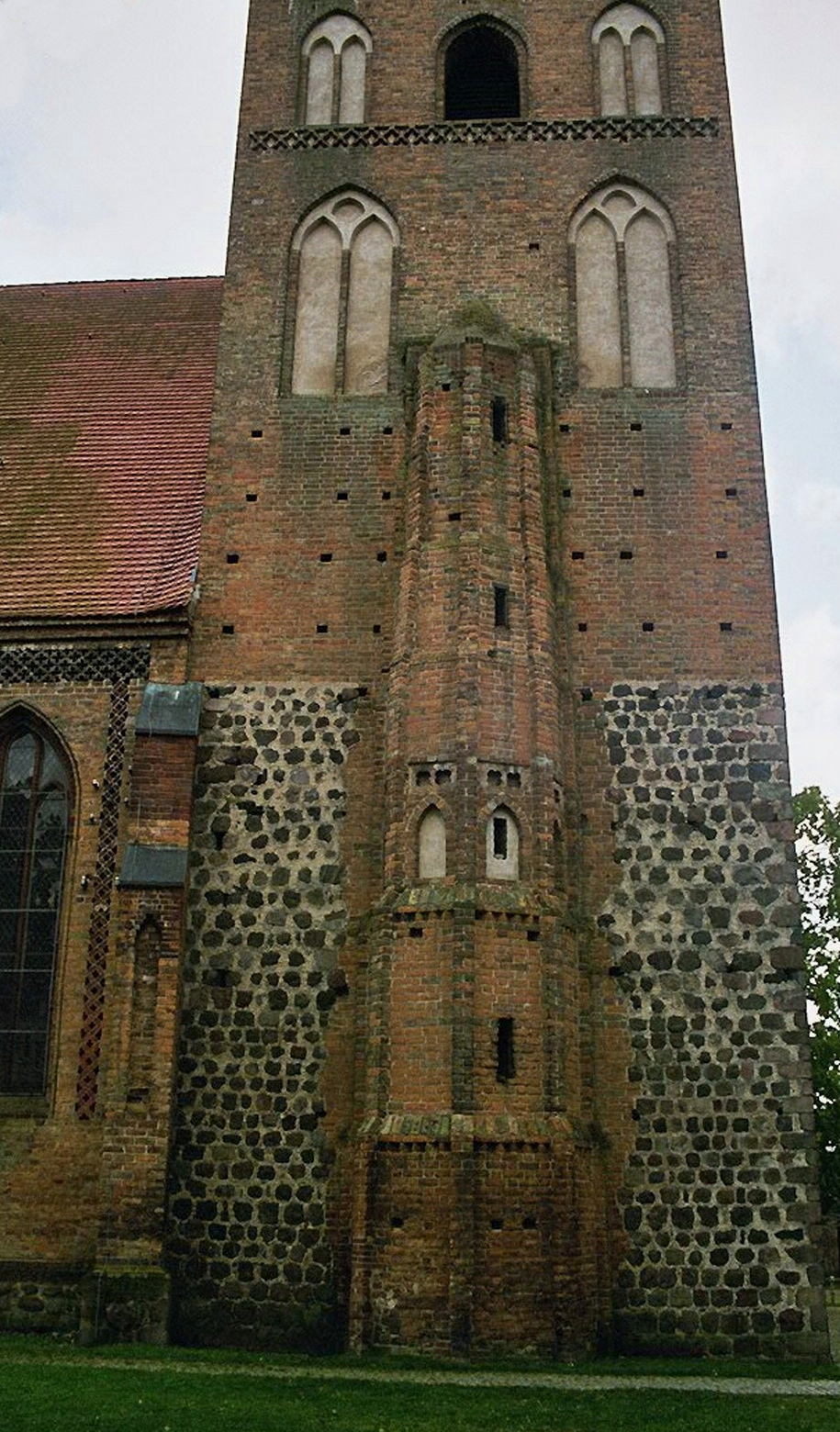
Treppenturm auf der Nordseite
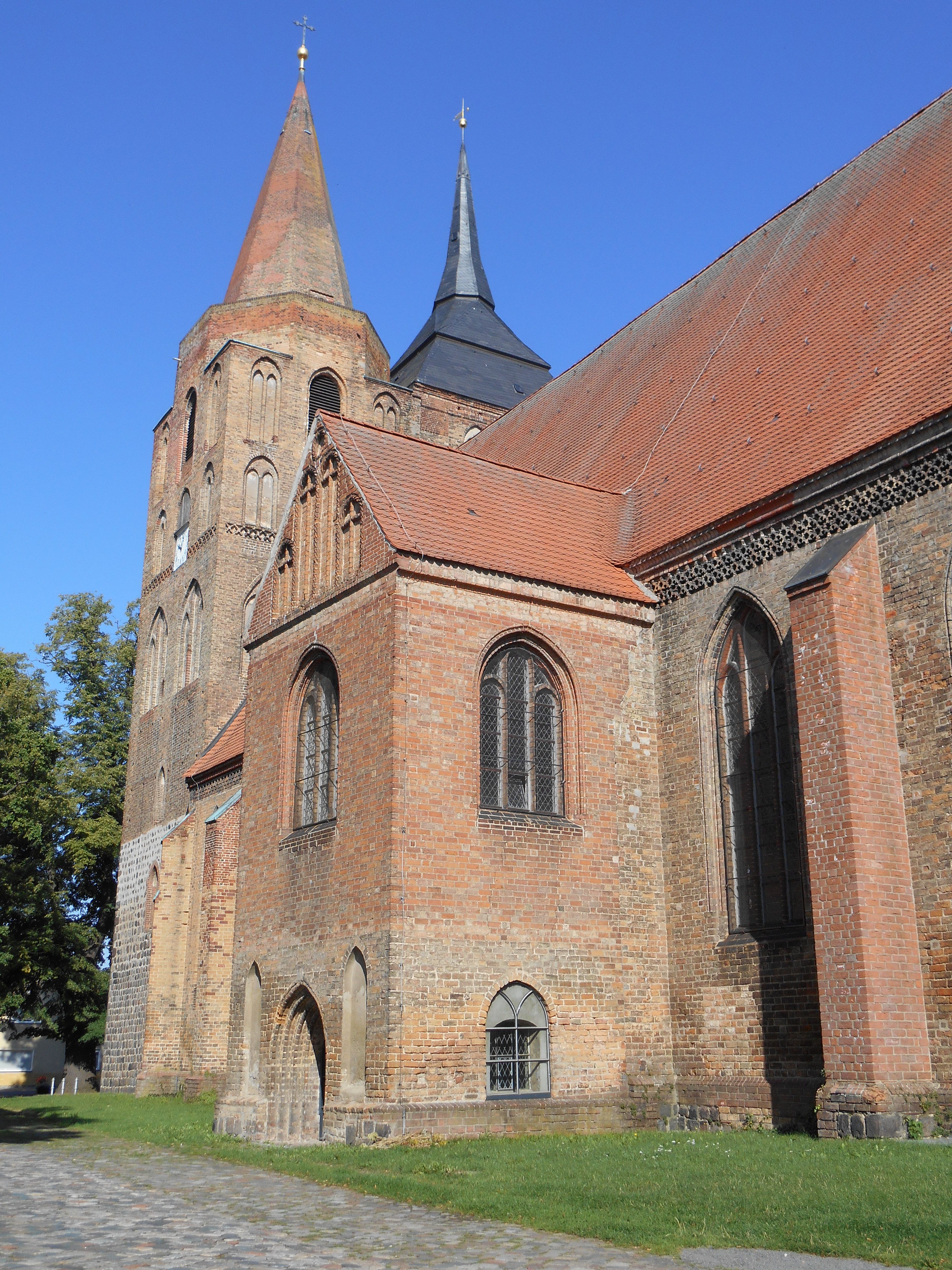
Südanbau von Osten
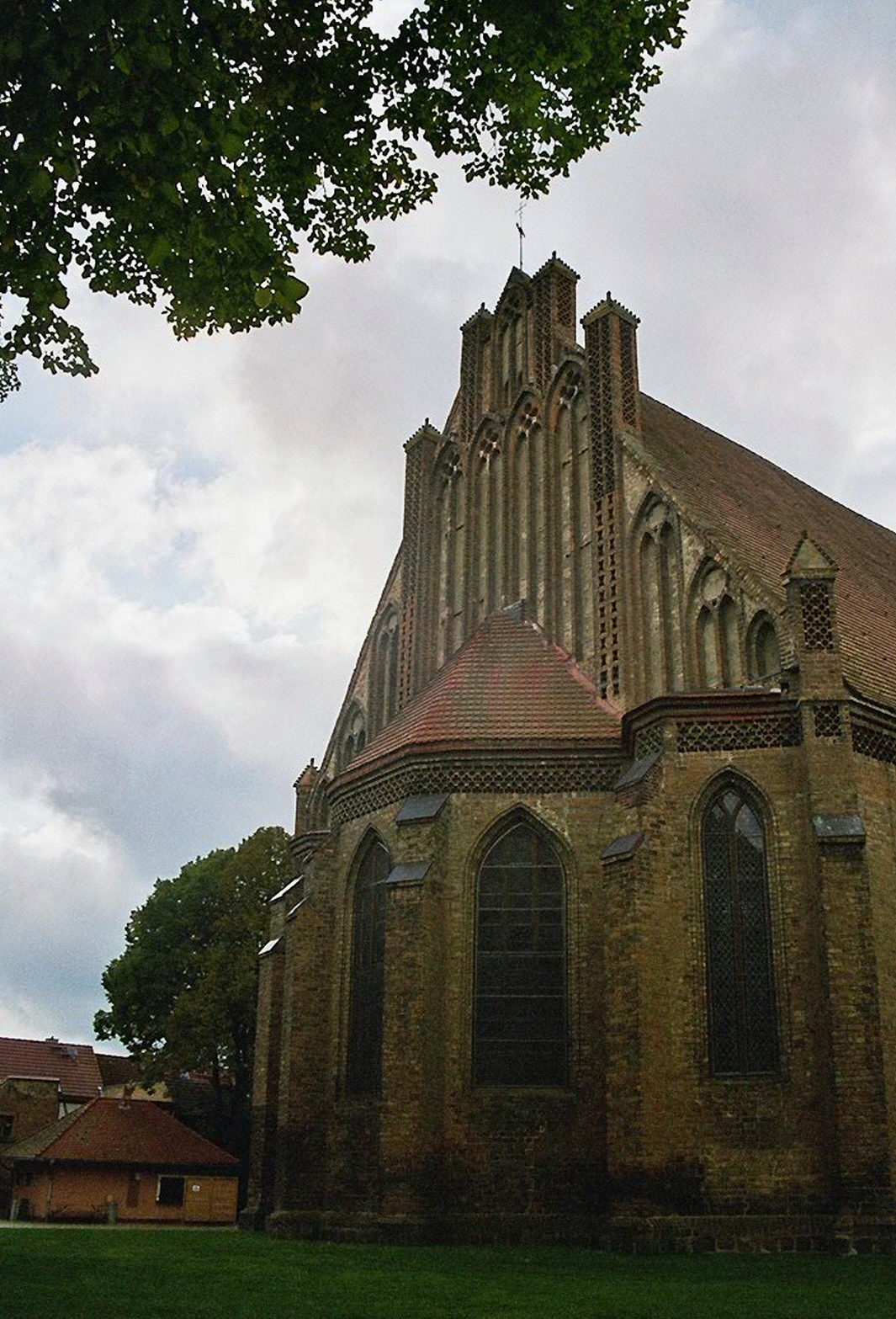
Ostgiebel

Das an die Westtürme anschließende siebenjochige Langhaus ist an den Ecken mit schräggestellten Strebepfeilern besetzt und weist im Osten drei apsidiale Abschlüsse auf. Das Mittelschiff endet in einem aus drei Seiten eines Achtecks gebildeten Polygon, während die Seitenschiffe im Grundriss dreieckig aus der Ostwand hervortreten. Über den Apsiden erhebt sich der das hohe, mit Biberschwänzen gedeckte Satteldach der Kirche abschließende monumentale Schaugiebel.
Die Langhausseitenwände sind mit schlichten Strebepfeilern versehen und besitzen einfach profilierte Spitzbogenfenster, die durch Stabwerk dreibahnig unterteilt sind. Die über einem Feldsteinsockel mit darüberliegendem Formsteinprofil errichteten Außenwände sind bis auf einen aus Formsteinen gebildeten Maßwerkfries unterhalb der Traufe schmucklos. Der Fries ist an den drei zuerst errichteten östlichen Jochen aufwändiger ausgebildet als am westlichen Teil des Langhauses. Über ähnlichen Formsteinschmuck verfügen auch die Strebepfeiler an den Langhausecken und die Außenwände der Nordfassade im westlichen Langhaus.

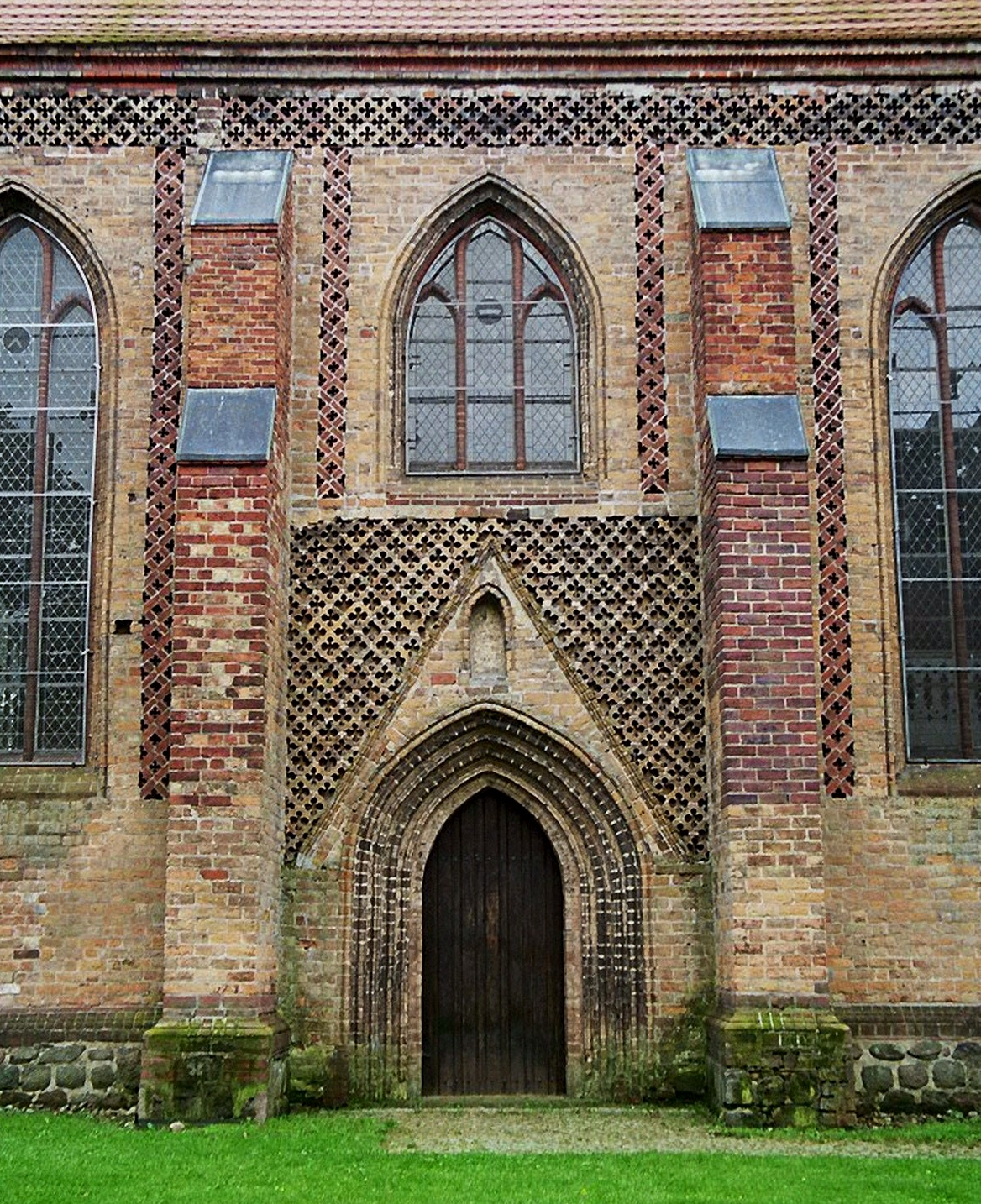
Westliches Nordportal („Brauttür“)

Auf der Nord- und Südseite wird das Kirchenschiff über jeweils zwei Portale erschlossen. Die nordseitigen Portale sind reicher ausgebildet als ihre Pendants im Süden, von denen das östliche durch den zu Beginn des 16. Jahrhunderts errichteten Anbau verdeckt wird. Das im Osten liegende Nordportal besitzt ein gestuftes Gewände mit eingestellten Säulchen, während das westliche, in das zweite Langhausjoch führende Portal, die sogenannte Brauttür, hinter dem abschließenden Wimperg durch ein Schmuckfeld aus Vierpassmaßwerken verziert ist.
Der Ostgiebel ist durch Spitzbogenblenden und mit Formsteinmaßwerk geschmückte Pfeiler gegliedert. Die schrägstehenden Strebepfeiler schließen hier mit pyramidenförmigen Fialenbekrönungen ab. Über den Stirnseiten der Seitenschiffe sind den Dachschrägen folgend jeweils drei ansteigende Blenden angeordnet, von denen die beiden längeren eine zweibahnige Gliederung mit abschließender Rundblende aufweisen. In der Achse der Langhauspfeiler erheben sich quadratische Pfeiler mit krabbenbesetzten Fialenabschlüssen, dazwischen erscheint über der Hauptapsis eine Reihe von vier zweibahnigen, mit Vierpassmaßwerk abschließenden Blenden. In der oberen Ebene folgt darüber eine von zwei Pfeilern flankierte Blende mit Vierpassmaßwerk am First des Giebels. Der Ostgiebel der Marienkirche wird als Reduktionsform des wesentlich reicher durchgebildeten Schmuckgiebels der Prenzlauer Marienkirche angesehen.
Der Südanbau ist auf der Südseite durch ein von einfachen Spitzbogenblenden flankiertes Gewändeportal erschlossen. Im westlichen Winkel zum Langhaus bildet ein polygonaler Treppenturm den Zugang zum Obergeschoss. Daneben ist die Westwand im Erdgeschoss  durch ein zweigeteiltes Spitzbogenfenster mit Formsteinrahmung geöffnet, während auf der Ostseite eine einfache Spitzbogenblende eine dahinterliegende Stichbogenöffnung rahmt. Im Obergeschoss öffnet sich der Südanbau mit drei zwei- bzw. dreibahnigen Spitzbogenfenstern. Das Giebelfeld ist mit vier Spitzbogenblenden mit aus tauförmigen Formsteinstäben zusammengesetzten Kreuzen verziert.

### Innenraum
Die hinter dem Westportal liegende Turmhalle ist ein hoher Raum mit steilen Proportionen, dessen Decke ein 1862 bis 1864 eingebautes Kreuzrippengewölbe in gotisierenden Formen bildet. Das Langhaus erscheint als breit proportionierter Hallenraum von sieben Jochen Länge mit Kreuzrippengewölben, die auf achteckigen Pfeilern ruhen. Diese sind durch hohe Sockel und eine mit Masken und Blattwerk aus Terrakotta geschmückte Kapitellzone geschmückt. Die Kanten sind mit Rundstäben akzentuiert. Den querrechteckigen Mittelschiffsjochen entsprechen leicht längsrechteckige Joche in den Seitenschiffen. Die mittelalterliche Farbigkeit der Architekturglieder wurde bei einer Restaurierung von 1961 bis 1965 wiederhergestellt und vervollständigt.

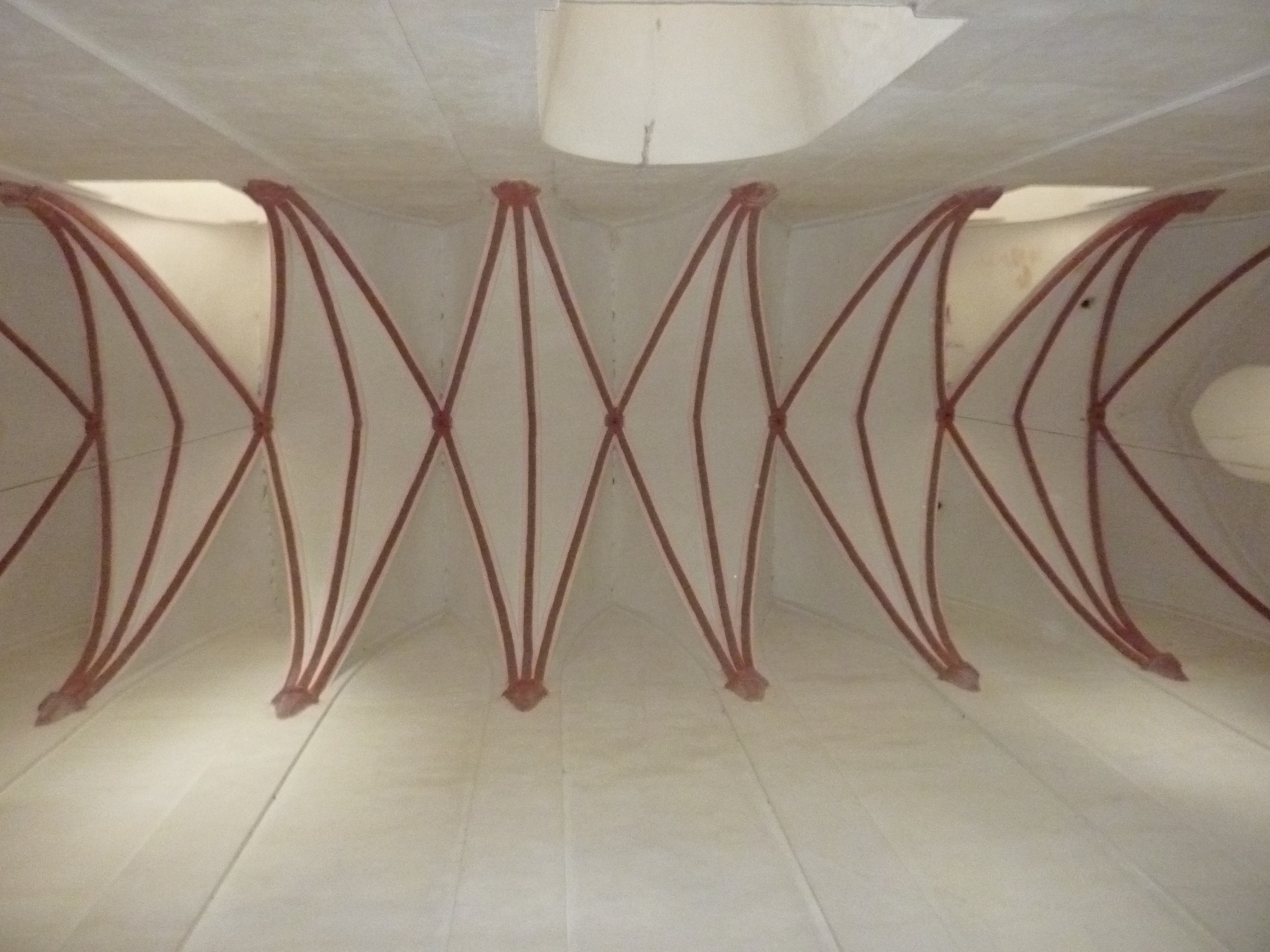
Gewölbe in der Turmhalle
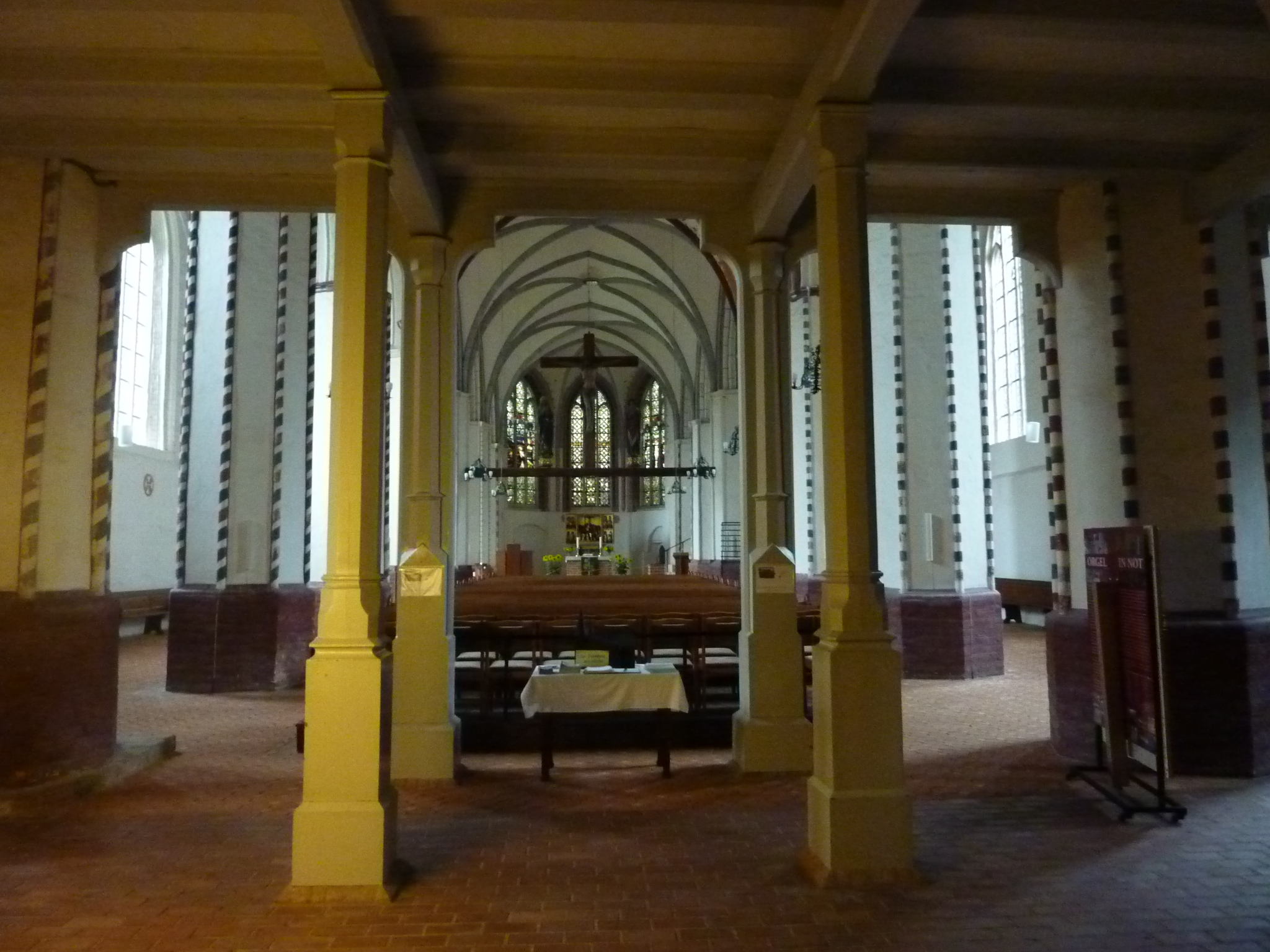
Blick vom Westportal nach Osten
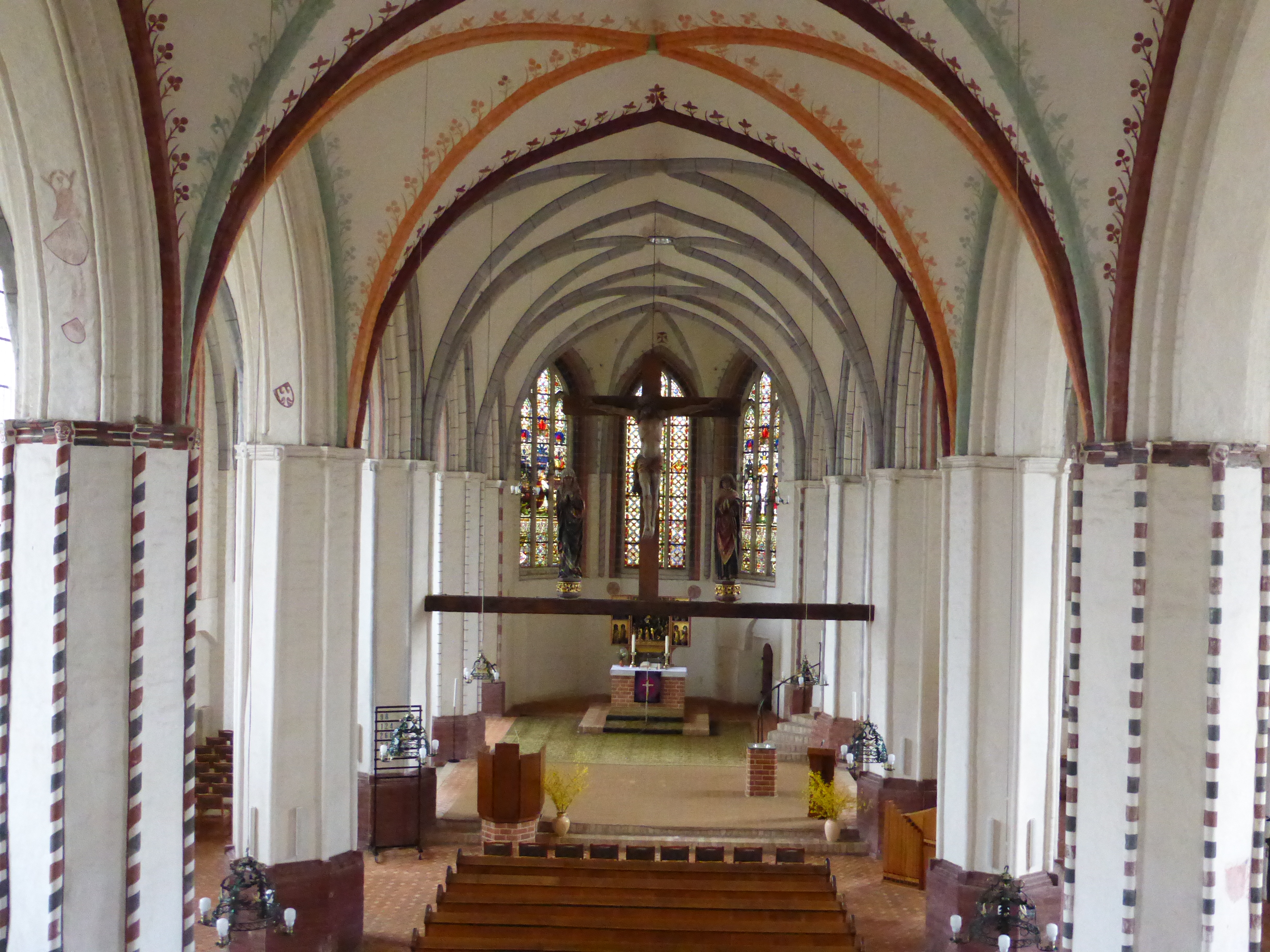
Gewölbe der Mittelschiffes
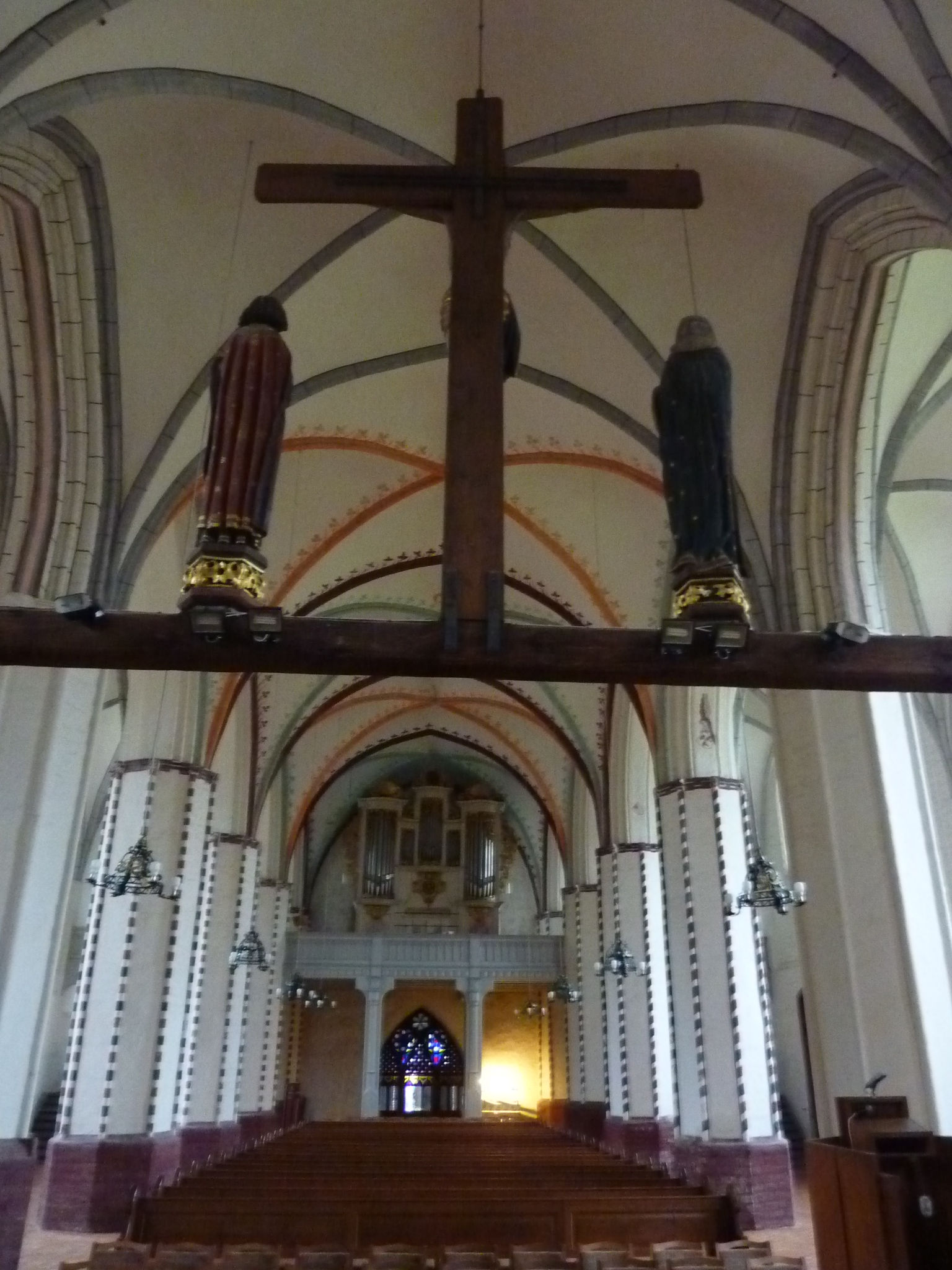
Blick durch das Mittelschiff nach Westen
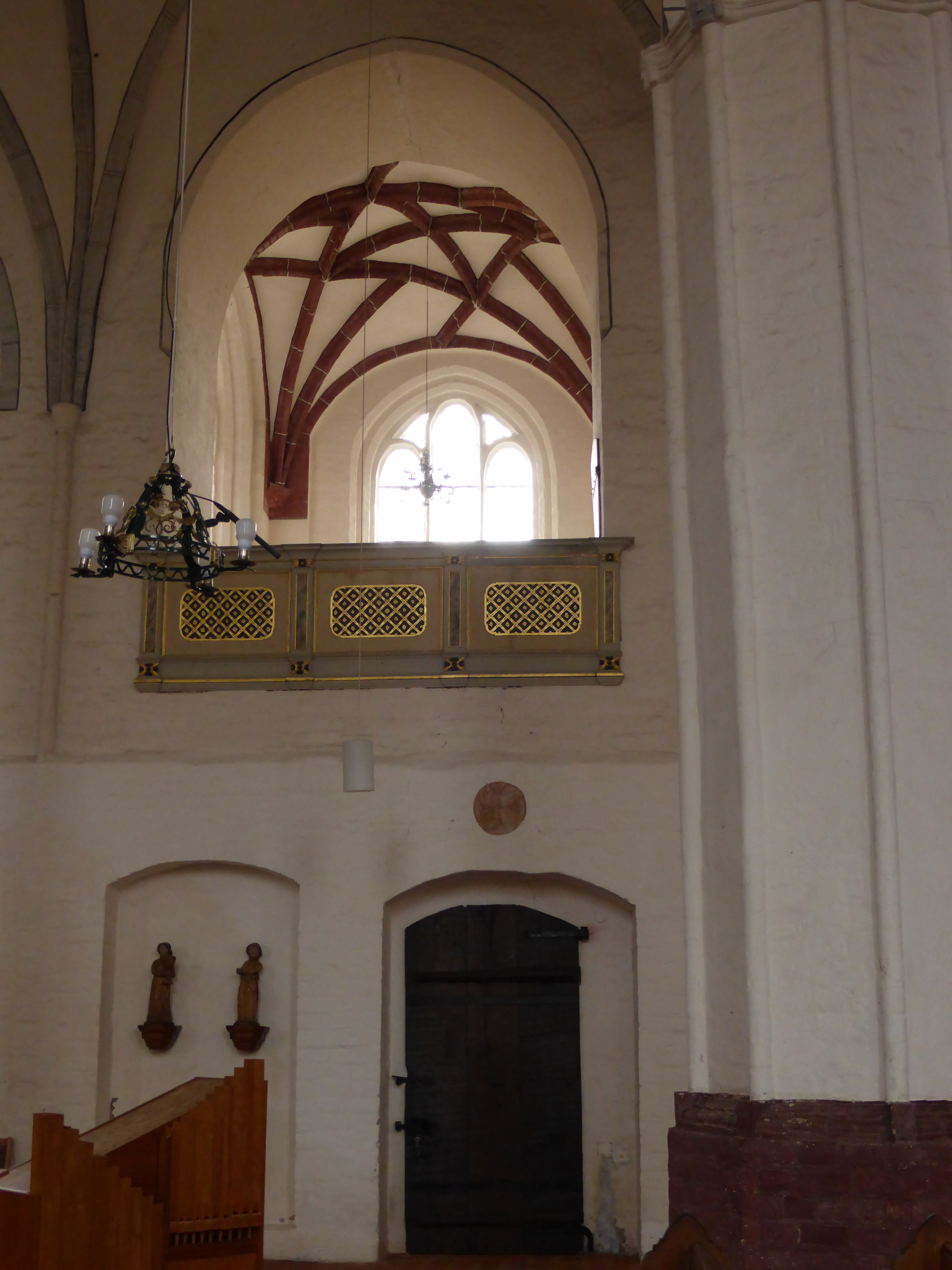
„Nonnenchor“ der Beginen, von außen begehbar
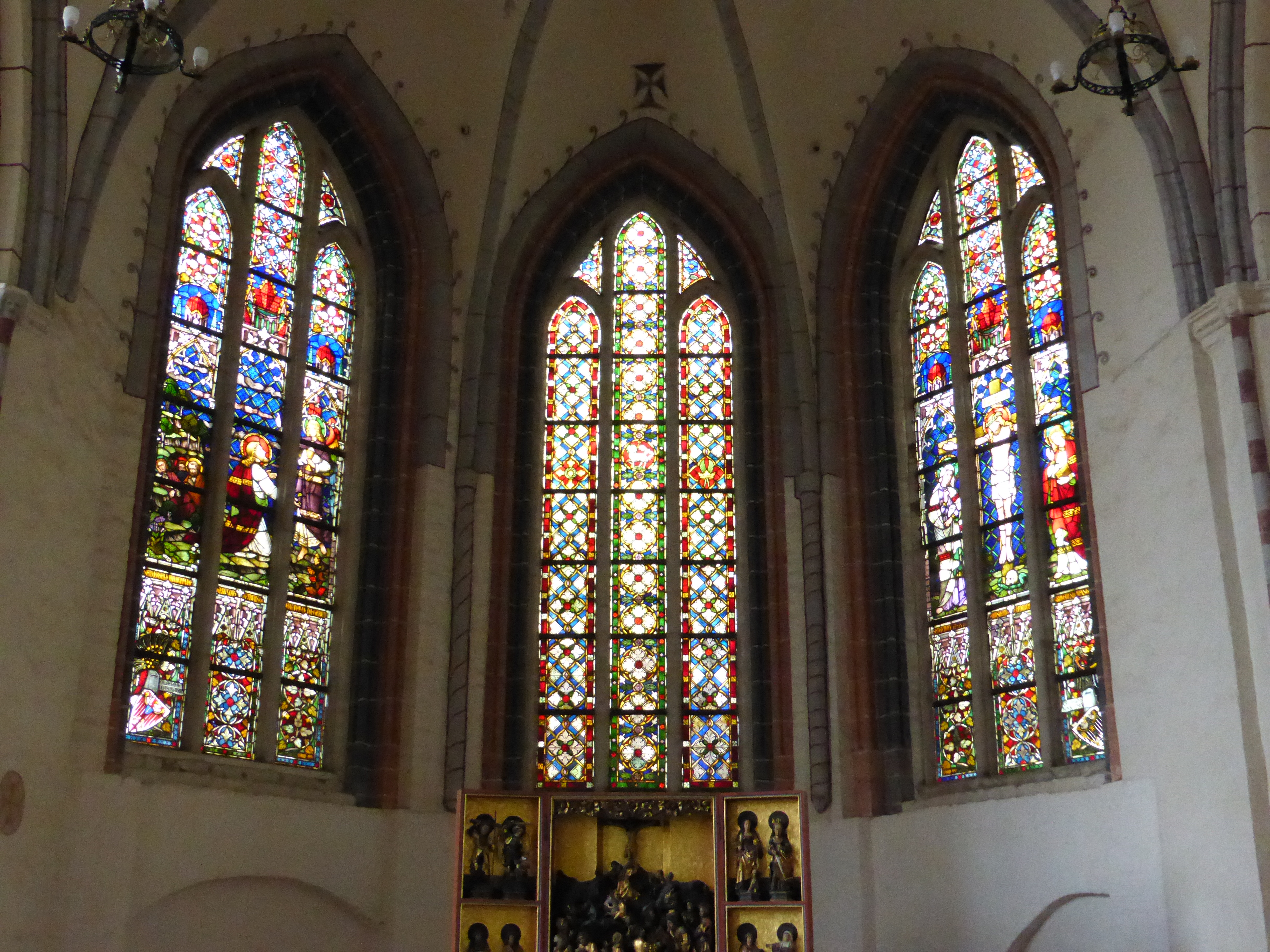
Östlicher Chorabschluss
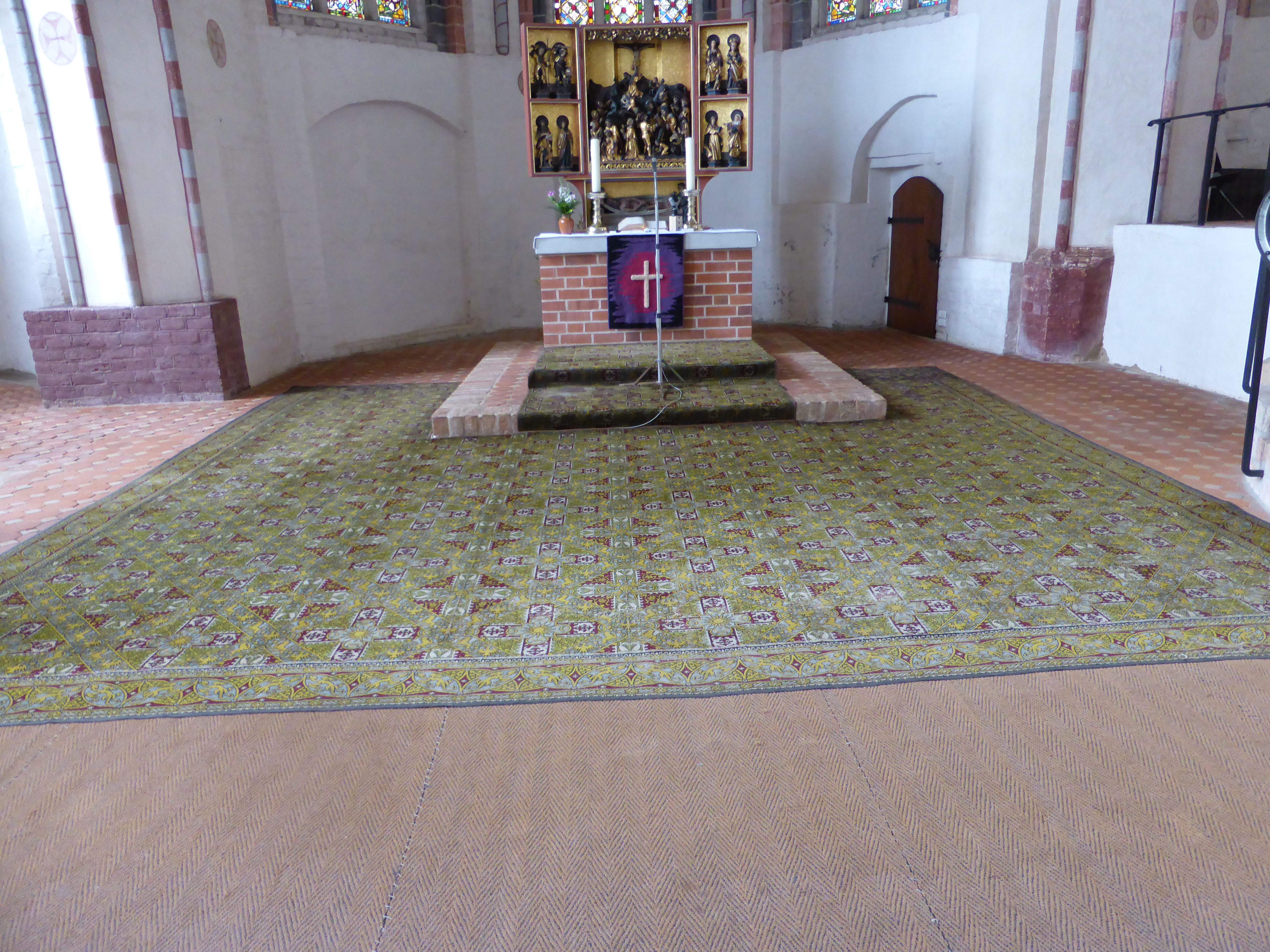
Altarraum mit Prunkteppich

Das östliche Joch des Südseitenschiffs besitzt einen unter das Fußbodenniveau eingetieften, ursprünglich nur vom Chor aus zugänglichen Raum, der als Sakristei oder Reliquienraum angelegt wurde und mit einem Kreuzrippengewölbe versehen ist.
Der Südanbau enthält innen im Erdgeschoss eine kreuzrippengewölbte Portalvorhalle und im Obergeschoss einen als Nonnenchor bezeichneten sterngewölbten Raum, der zum südlichen Seitenschiff geöffnet ist.
Die im Westjoch des Mittelschiffs eingebaute, ursprünglich dreiseitige Empore entstand in der zweiten Hälfte des 19. Jahrhunderts in neugotischen Formen und wurde später auf das heutige Maß verkleinert.

## Ausstattung

### Altäre
Die Kirche beherbergt heute zwei mittelalterliche Altäre. Der um 1520 entstandene Schnitzaltar in der Hauptapsis zeigt im Mittelschrein ein figurenreiches Relief des Kreuzigungsgeschehens  und auf den Innenseiten der Flügel jeweils zwei Schnitzfiguren in zwei übereinander angebrachten Feldern. Im rechten Flügel sind oben die Heiligen Katharina und Elisabeth und unten die Begegnung Marias und Elisabeths dargestellt. Im linken Flügel erscheinen oben Figuren des Heiligen Georg und des Erzengel Michael, darunter die beiden Johannes. Die Predella wird von einer Darstellung der Grablegung ausgefüllt. Beschädigte Malereien auf den Außenseiten der Flügel zeigen links Anna selbdritt und rechts zwei Heilige. Bei einer 1964 erfolgten Restaurierung wurde für die spätgotischen Figuren ein neuer Altarschrein hergestellt, der ein barockes Gehäuse ersetzte.
Der Annenaltar in der Nordapsis wurde um 1520/1530 vermutlich in Süddeutschland geschaffen und befand sich früher in der Franziskanerkirche von Gransee. Die spätgotischen Malereien zeigen im Mittelschrein eine Anna selbdritt, das von Anna und Maria flankierte, auf einer Bank sitzende Christuskind mit Zepter und Reichsapfel. Im Hintergrund sind Joachim und Joseph dargestellt. Auf seitlichen Feldern sind links die Heiligen Margarethe und Apollonia und rechts Barbara und Dorothea abgebildet. Die Flügel zeigen zwei heilige Franziskaner: links Bonaventura zwischen Maria Magdalena und Sebastian, rechts Bernhardin von Siena zwischen Erasmus und Martin. Die qualitätvollen Darstellungen sind von Ranken- und Pflanzendekor in Renaissanceformen eingerahmt.

### Skulpturen

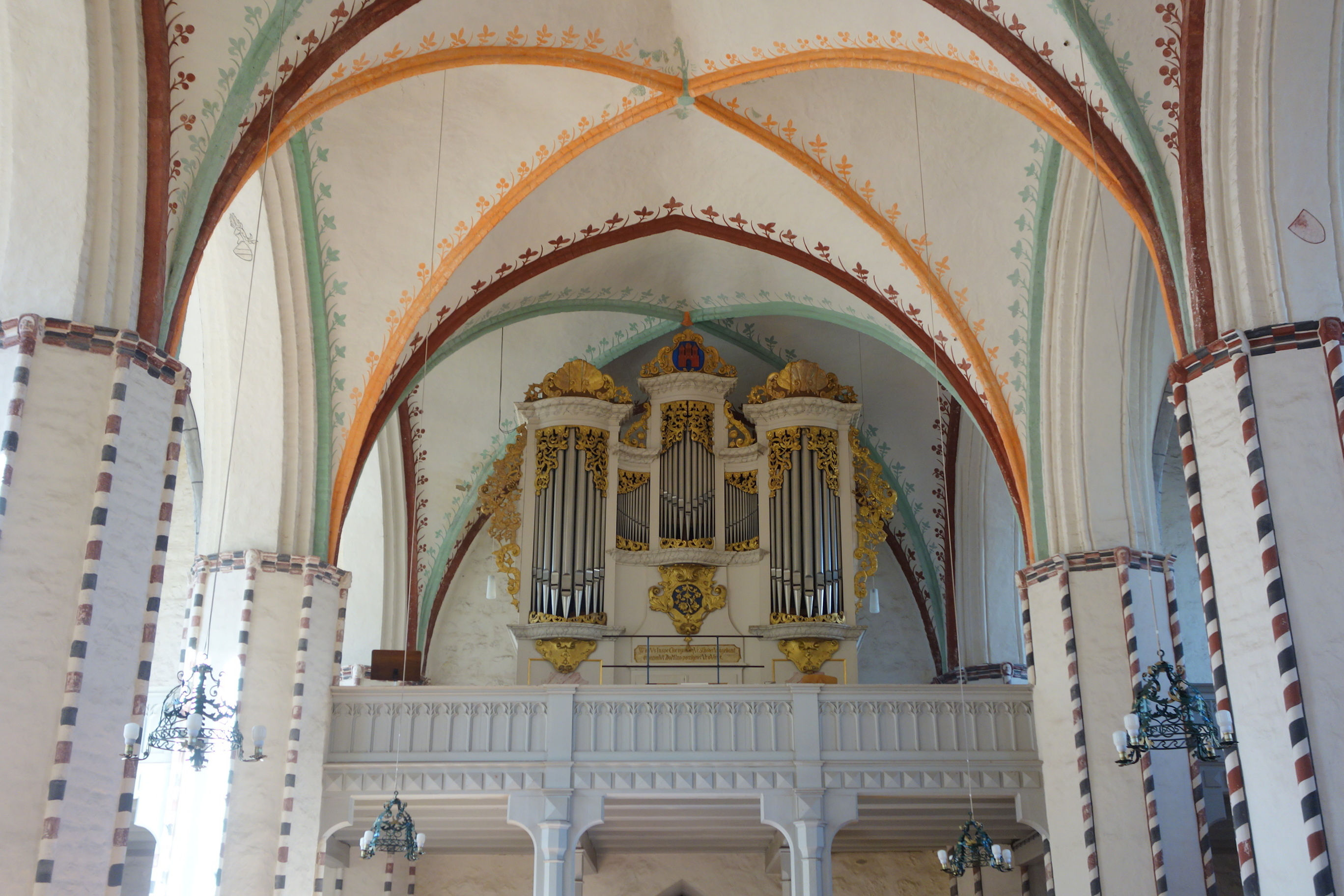
Blick auf die Orgelempore

Die auf einem Balken am fünften Pfeilerpaar des Langhauses befindliche, überlebensgroße Triumphkreuzgruppe stammt aus der Zeit um 1500. Zwei kleine geschnitzte Engelsfiguren wurden zu Beginn des 15. Jahrhunderts geschaffen. Vier als Relief gearbeitete Heiligenfiguren, die ursprünglich Teile eines Schnitzaltars waren, wurden in einem neuen Schrein zusammengeführt.
Ein Grabstein mit Reliefdarstellung des Verstorbenen in Rüstung wurde für Hermann Bellin († 1582) geschaffen. Ein weiterer Grabstein mit Relieffigur entstand für einen als Kind verstorbenen Hermann Bellin († 1579). An den 1668 gestorbenen Bürgermeister Ernst Germershausen erinnert ein Inschriftgrabstein.

### Glasmalereien
Die im Hauptchor und im südlichen Nebenchor befindlichen Glasmalereien wurden 1911 geschaffen. Von Karl de Bouché stammen Bilder des Ölbergs und der Kreuzigung, während der Entwurf für die Darstellung „Christus als Kinderfreund“ auf Ernst Christian Pfannschmidt zurückgeht.

### Orgel
Die Orgel ist ein Werk von Joachim Wagner von 1744 und besitzt einen spätbarocken Prospekt. Das Innenwerk wurde 1968 von Alexander Schuke erneuert, der 363 erhaltene Orgelpfeifen von Wagner in den Neubau einbezog. Das Instrument verfügt über 28 Register, die auf zwei Manuale und Pedal verteilt sind. Im Jahr 2012 erfolgte eine Restaurierung unter der Aufsicht von Klaus Eichhorn durch die Firma Mecklenburger Orgelbau.

### Weitere Ausstattung
Die in einen gemauerten Sockel eingelassene Taufschale aus Messing ist eine spätgotische Beckenschlägerschüssel mit Darstellung der Verkündigung. Das gravierte Datum von 1638 verweist nicht auf die Anfertigung, sondern eine spätere Stiftung des möglicherweise ursprünglich profan genutzten Beckens an die Kirche.
Eine 1963 im Norden von der Turmhalle abgetrennte Kammer enthält eine um 1470 entstandene Schnitzfigur des heiligen Wolfgang, ein mit Reliefstickereien versehenes Kaselkreuz sowie zwei Kaseln aus dem zweiten Viertel des 15. Jahrhunderts bzw. aus der Zeit um 1500.
In einem vom Südseitenschiff aus zugänglichen, sogenannten „Nonnenchor“ ist im Obergeschoss das Gemälde einer spirituellen Vision von Alfred Kothe (1952) ausgestellt.